# Immanensfilosofin
Immanensfilosofin är en världsåskådning begränsad till det inomvärldsliga, där människan kan få kunskap endast om det som ligger innanför medvetandets och erfarenhetens gränser. Motsatsen är tron på att enbart via förnuftet kan vi nå sann kunskap.